# Dimension Films
Dimension Films je americké filmové studio, založené v roce 1992 Bobem Weinsteinem.

## Historie
Miramax vlastnil danou společnost od roku 1992 do roku 2005, následně přešla do vlastnictví The Weinstein Company. Práva k filmům před rokem 2005 tudíž vlastní firma Miramax.
Mezi největší úspěchy studia patří filmy jako Spy Kids, Scary Movie, Kukuřičné děti, Vřískot a rovněž Halloween série.